# Power M
株式会社PowerM（英文社名；PowerM Inc.）は、東京都港区にかつて存在した日本の芸能プロダクション。大阪支社は、大阪府大阪市西区靭本町1-15-6 藤ビル4Fに所在していた。
スタッフに東谷義和がいた。

## 沿革・概要
- 2003年4月 - 東京都港区南青山3-2-6 関口ビル1Fに「有限会社パワーエム」として設立。
- 2005年10月 - 劇団「THE東京ピチピチBOYS」と業務提携を開始。
- 2006年1月 - 商号を「株式会社パワーエム」に変更。
- 2011年中旬頃に、事務所ウェブサイトの更新が停止。コンテンツのほとんどが「只今工事中」として閲覧不可能となり、掲載されているタレントも他の芸能プロダクションへ移籍していることから、事実上の解散状態となる[1][2]。
- 2012年5月 - 事務所ウェブサイトを閉鎖。

## かつて所属していたタレント
50音順
- 青木隆浩
- 秋山未来
- 伊東愛（元SDN48）
- 大桑マイミ
- 大友蒔奈
- 岸田健作
- 木村一八
- 工藤亜耶
- 斉藤未知
- 坂口めぐ実
- ジン
- 田澤孝介
- day after tomorrow
- ナカヤマダイゴロー（別名：中山弟吾朗）
- 原田果奈
- 古屋暢一
- 宝生舞
- 細野佑美子
- misono
- 宮原恵里
- 本山華子
- 森永賢
- Lina
- 劇団「THE東京ピチピチBOYS」（座長：魚谷輝明）